# كرايغ بوردمان
كرايغ بوردمان (بالإنجليزية: Craig Boardman)‏ (30 نوفمبر 1970 في المملكة المتحدة - ) هو لاعب كرة قدم بريطاني في مركز الدفاع. لعب مع نادي بيتربورو يونايتد ونادي شيفيلد ونوتينغهام فورست ونادي سكاربورو ونادي هاليفاكس تاون وStocksbridge Park Steels F.C. ‏ وأوست تاون ‏ ونادي ستاليبريدج سيلتيك.